# Julkalendern i Norsk rikskringkasting
Julkalendern (norska: Julekalenderen) i NRK är en återkommande TV-serie i NRK. Många julkalendrar går flera gånger i repris och nya serier produceras andra år.
Julkalendern sänds varje dag från 1 december fram till julafton den 24 december. Julkalendrarna har avlöst varandra och med tiden blivit en jultradition i Norge, särskilt för barn. Den första julkalendern hette Barnas førjulskalender 1970 och visades år 1970, 10 år efter att SVT sände sin framgångsrika julkalender Titteliture. Från början var julkalendrarna inte egna programpunkter utan korta avsnitt som ingick i andra program. Flera av julkalendrarna finns bevarade i sin helhet i NRK:s arkiv.

## Julkalendern i NRK genom tiderna
| År   | Titel (originaltitel)                                               | Manus                                     | Regi                          | Anmärkningar                                                |
| ---- | ------------------------------------------------------------------- | ----------------------------------------- | ----------------------------- | ----------------------------------------------------------- |
| 1970 | Barnas førjulskalender                                              | Anne-Cath. Vestly                         | Bo Wærenskjold                |                                                             |
| 1979 | Jul i Skomakergata                                                  | Bjørn Rønningen                           | Grete Høien                   |                                                             |
| 1980 | -                                                                   | -                                         | -                             | Ingen julkalender visades det här året                      |
| 1981 | Jul i Skomakergata                                                  | Bjørn Rønningen                           | Grete Høien                   | Repris från 1979                                            |
| 1982 | -                                                                   | -                                         | -                             | Ingen julkalender visades det här året                      |
| 1983 | -                                                                   | -                                         | -                             | Ingen julkalender visades det här året                      |
| 1984 | Jul i Skomakergata                                                  | Bjørn Rønningen                           | Grete Høien                   | Repris från 1979                                            |
| 1985 | -                                                                   |                                           |                               | Ingen julkalender visades det här året                      |
| 1986 | Teodors julekalender                                                | Lennart Lidström                          | Grete Høien                   |                                                             |
| 1987 | Portveiens julekalender                                             | Eyvind Skeie Gudny Hagen                  | Hermann Gran                  |                                                             |
| 1988 | Jul i Skomakergata                                                  | Bjørn Rønningen                           | Grete Høien                   | Repris från 1979                                            |
| 1989 | Vertshuset den gyldne hale                                          | Grete Høien Gudny Hagen                   | Grete Høien                   |                                                             |
| 1990 | Portveiens julekalender                                             | Eyvind Skeie Gudny Hagen                  | Hermann Gran                  | Repris från 1987                                            |
| 1991 | Teodors julekalender                                                | -                                         | -                             | Repris från 1986                                            |
| 1992 | Jul på Sesam stasjon                                                | Eyvind Skeie                              |                               |                                                             |
| 1993 | Jul i Skomakergata                                                  | Bjørn Rønningen                           | Grete Høien                   | Repris från 1979                                            |
| 1994 | Vertshuset den gyldne hale                                          | Grete Høien Gudny Hagen                   | Grete Høien                   | Repris från 1989                                            |
| 1995 | Amalies jul                                                         | Gudny Ingebjørg Hagen                     | Torunn Calmeyer Ringen        |                                                             |
| 1996 | Jul på Sesam stasjon                                                | Eyvind Skeie                              |                               | Repris från 1992                                            |
| 1997 | Amalies jul                                                         | Gudny Ingebjørg Hagen                     | Torunn Calmeyer Ringen        | Repris från 1995                                            |
| 1998 | Jul i Skomakergata                                                  | Bjørn Rønningen                           | Grete Høien                   | Repris från 1979                                            |
| 1999 | Jul i Blåfjell                                                      | Gudny Ingebjørg Hagen                     | Torunn Calmeyer Ringen        |                                                             |
| 2000 | Amalies jul                                                         | Gudny Ingebjørg Hagen                     | Torunn Calmeyer Ringen        | Repris från 1995                                            |
| 2001 | Jul i Blåfjell                                                      | Gudny Ingebjørg Hagen                     | Torunn Calmeyer Ringen        | Repris från 1999                                            |
| 2002 | Jul på Månetoppen                                                   | Gudny Ingebjørg Hagen                     | Torunn Calmeyer Ringen        |                                                             |
| 2003 | Jul i Skomakergata                                                  | Bjørn Rønningen                           | Grete Høien                   | Repris från 1979                                            |
| 2004 | Jul i Blåfjell                                                      | Gudny Ingebjørg Hagen                     | Torunn Calmeyer Ringen        | Repris från 1999                                            |
| 2005 | Jul på Månetoppen                                                   | Gudny Ingebjørg Hagen                     | Torunn Calmeyer Ringen        | Repris från 2002                                            |
| 2006 | Jul i Svingen                                                       | Kjetil Indregard                          | Atle Knudsen                  |                                                             |
| 2007 | Barnas Superjul                                                     | Terje Solli                               | Synne Kjelstad Toksum         |                                                             |
| 2007 | Willys jul                                                          | Linn Skåber Terje Solli                   | Synne Kjelstad Teksum         |                                                             |
| 2008 | Jul i Blåfjell                                                      | Gudny Ingebjørg Hagen                     | Torunn Calmeyer Ringen        | Repris från 1999                                            |
| 2009 | Jul i Svingen                                                       | Kjetil Indregard                          | Atle Knudsen                  | Repris från 2006                                            |
| 2010 | Jul på Månetoppen                                                   | Gudny Ingebjørg Hagen                     | Torunn Calmeyer Ringen        | Repris från 2002                                            |
| 2011 | Jul i Blåfjell                                                      | Gudny Ingebjørg Hagen                     | Torunn Calmeyer Ringen        | Repris från 1999                                            |
| 2012 | Julkungen (Julekongen)                                              | Lars Gudmestad Harald Rosenløw            | Thale Persen                  | Fick en uppföljare vid namn Julekongen – Full rustning 2015 |
| 2013 | Jul i Svingen                                                       | Kjetil Indregard                          | Atle Knudsen                  | Repris från 2006                                            |
| 2014 | Jul på Månetoppen                                                   | Gudny Ingebjørg Hagen                     | Torunn Calmeyer Ringen        | Repris från 2002                                            |
| 2015 | Julkungen (Julekongen)                                              | Lars Gudmestad Harald Rosenløw            | Thale Persen                  | Repris från 2012                                            |
| 2016 | Snöfall (Snøfall)                                                   | Hanne Hagerup Hilde Hagerup Klaus Hagerup | Synne Teksum Ida Sagmo Tvedte |                                                             |
| 2017 | Jul i Svingen                                                       | Kjetil Indregard                          | Atle Knudsen                  | Repris från 2006                                            |
| 2018 | Julkungen (Julekongen)                                              | Lars Gudmestad Harald Rosenløw            | Thale Persen                  | Repris från 2012                                            |
| 2019 | Snöfall (Snøfall)                                                   | Hanne Hagerup Hilde Hagerup Klaus Hagerup | Synne Teksum Ida Sagmo Tvedte | Repris från 2016                                            |
| 2020 | Stjärnstoft (Stjernestøv)                                           | Ida Sagmo Tvedte                          | Ida Sagmo Tvedte              |                                                             |
| 2021 | Kristianias magiska tivoliteater (Kristiania magiske tivolitheater) | Atle Knudsen Kjetil Indregard             | Atle Knudsen Tonje Voreland   |                                                             |
| 2022 | Snöfall (Snøfall)                                                   | Hanne Hagerup Hilde Hagerup Klaus Hagerup | Synne Teksum Ida Sagmo Tvedte | Repris från 2016                                            |
| 2023 | Snøfall 2                                                           |                                           |                               |                                                             |
| 2024 | Stjärnstoft (Stjernestøv)                                           | Ida Sagmo Tvedte                          | Ida Sagmo Tvedte              | Repris från 2020                                            |

## Andra julkalenderprogram i Norsk rikskringkasting
Utöver de ovan listade julkalendrarna, som följer en gemensam tradition, har NRK ibland också visat andra julkalenderprogram som varit spin-offer på andra program. Bland dessa kan nämnas Gjør det sjøl - jul, Fantorangens jul, Øisteins juleblyant och Supernytts julekalender.

### Utländska julkalendrar i NRK
| Premiär på NRK | Namn                         | Originaltitel                         | Land (kanal)   |
| -------------- | ---------------------------- | ------------------------------------- | -------------- |
| 2009           | Jesus og Josefine            | -                                     | Danmark (DR)   |
| 2010           | Pakten                       | Pagten                                | Danmark (DR)   |
| 2015           | Tidsreisen                   | Tidsrejsen                            | Danmark (DR)   |
| 2017           | Emblas saga                  | Selmas saga                           | Sverige (SVT)  |
| 2018           | Jakten på tidskrystallen     | Jakten på tidskristallen              | Sverige (SVT)  |
| 2018           | Piratskattens hemmelighet    | Piratskattens hemmelighet             | Sverige (SVT)  |
| 2018           | Theo og den magiske talisman | Theo & Den Magiske Talisman           | Danmark (DR)   |
| 2021           | Julefeber                    | -                                     | Danmark (DR)   |
| 2022           | Kometens jul                 | Kometenes jul                         | Danmark (TV 2) |
| 2024           | Trolltider                   | Trolltider – legenden om bergatrollet | Sverige (SVT)  |
| 2024           | Julehjertets hemmelighet     | Julehjertets hemmelighed              | Danmark (DR)   |

### Fotnoter
1. 1 2  ”Eit nytt juleeventyr” (på nynorska). NRK.no. 7 oktober 2014. http://www.nrk.no/oppdrag/1.11970370. Läst 9 oktober 2014.
2. ↑  ”Årets julekalendere på NRK” (på norskt bokmål). NRK. 31 oktober 2018. https://www.nrk.no/informasjon/arets-julekalendere-pa-nrk-1.14271620. Läst 31 oktober 2018.
3. 1 2 3  Bergmo, Tonje (25 juli 2022). ”NRKs julekalender vant prestisjefylt pris” (på norskt bokmål). NRK. https://www.nrk.no/presse/nrks-julekalender-vant-prestisjefylt-pris-1.16045945. Läst 29 juli 2022.
4. 1 2 3  N. R. K. Kommunikasjon (10 november 2016). ”Julekalendere på NRK år for år” (på norskt bokmål). NRK. https://www.nrk.no/presse/programomtaler/julekalendere-pa-nrk-ar-for-ar-1.13221038. Läst 24 november 2024.
5. ↑  Kommunikasjon, N. R. K. (10 november 2016). ”Julekalendere på NRK år for år” (på norskt bokmål). NRK. https://www.nrk.no/presse/programomtaler/julekalendere-pa-nrk-ar-for-ar-1.13221038. Läst 5 februari 2023.
6. ↑  ”Jesus og Josefine” (på norskt bokmål). NRK. https://tv.nrk.no/serie/jesus-og-josefine. Läst 9 september 2020.
7. ↑  ”Pakten” (på norskt bokmål). NRK. https://tv.nrk.no/serie/pakten. Läst 9 september 2020.
8. ↑  ”Tidsreisen” (på norskt bokmål). NRK. https://tv.nrk.no/serie/tidsreisen. Läst 9 september 2020.
9. ↑  ”Emblas saga” (på norskt bokmål). NRK. https://tv.nrk.no/serie/emblas-saga. Läst 9 september 2020.
10. ↑  ”Jakten på tidskrystallen” (på norskt bokmål). NRK. https://tv.nrk.no/serie/tidskrystallen. Läst 9 september 2020.
11. ↑  ”Piratskattens hemmelighet” (på norskt bokmål). https://tv.nrk.no/serie/piratskattens-hemmelighet. Läst 7 januari 2024.
12. ↑  ”Theo og den magiske talisman” (på norskt bokmål). NRK. https://tv.nrk.no/serie/theo-og-den-magiske-talisman. Läst 9 september 2020.
13. ↑  Kommunikasjon, N. R. K. (10 november 2016). ”Julekalendere på NRK år for år” (på norskt bokmål). NRK. https://www.nrk.no/presse/programomtaler/julekalendere-pa-nrk-ar-for-ar-1.13221038. Läst 17 november 2022.

### Webbkällor
- Julekalendere på NRK år for år - på nrk.no